# Associació Valenciana d'Arqueologia Industrial
L'Associació Valenciana d'Arqueologia Industrial (AVAI) és una organització sense ànim de lucre que vetlla per l'estudi, difusió i salvaguarda del patrimoni industrial valencià mitjançant l'elaboració de cursos, tallers, publicacions, rutes i conferències per difondre els diversos aspectes històrics i socials de la societat contemporània valenciana.
Formada a principis de 2010, i hereva d'una primera etapa nascuda en 1990 i finalitzada en 1998, es tracta d'una associació formada per professionals de diverses disciplines com ara la Història, l'Arqueologia o la Història de l'Art que pretén continuar la tasca iniciada fa vint anys pels seus pioners Manuel Cerdà i Inmaculada Aguilar.
Actualment, l'AVAI té la seua seu a València i està avalada pel Museu Valencià d'Etnologia.